# Aéroport de Milan-Linate
Pour les articles homonymes, voir LIN.
 (avril 2020).
Si vous disposez d'ouvrages ou d'articles de référence ou si vous connaissez des sites web de qualité traitant du thème abordé ici, merci de compléter l'article en donnant les références utiles à sa vérifiabilité et en les liant à la section « Notes et références ».
L'aéroport de Milan-Linate (code IATA : LIN • code OACI : LIML) également appelé Enrico Forlanini, est le second aéroport de Milan. Étant un « city airport » (aéroport urbain) en raison de sa proximité avec la capitale lombarde, il accueille seulement le trafic national ou européen court- ou moyen-courrier. Par ailleurs, différentes compagnies aériennes à bas prix partent de l'aéroport.
L'aéroport dispose d'un unique terminal et de deux pistes, une pour le trafic commercial et une pour l'aviation générale.
Même si le nom officiel est « Aeroporto Enrico Forlanini », du nom d'un inventeur et pionnier de l'aviation né à Milan, l'aéroport est surtout connu par le nom du quartier où il se trouve, Linate, commune de Peschiera Borromeo. Il est aussi situé sur la commune de Segrate. 
L'aéroport de Milano Malpensa, plus important, est situé dans la province de Varèse.

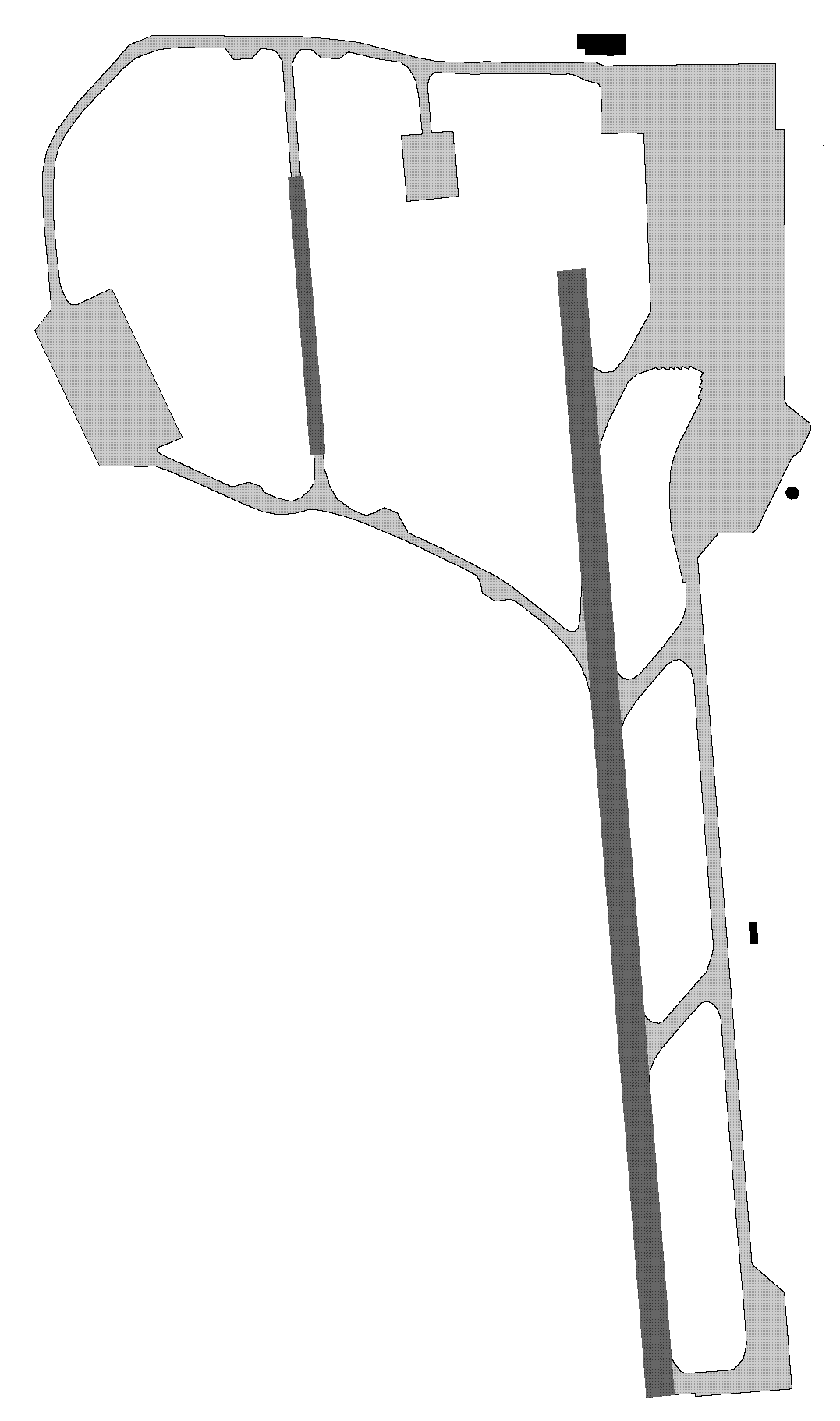
Plan de l'aéroport.

## Histoire

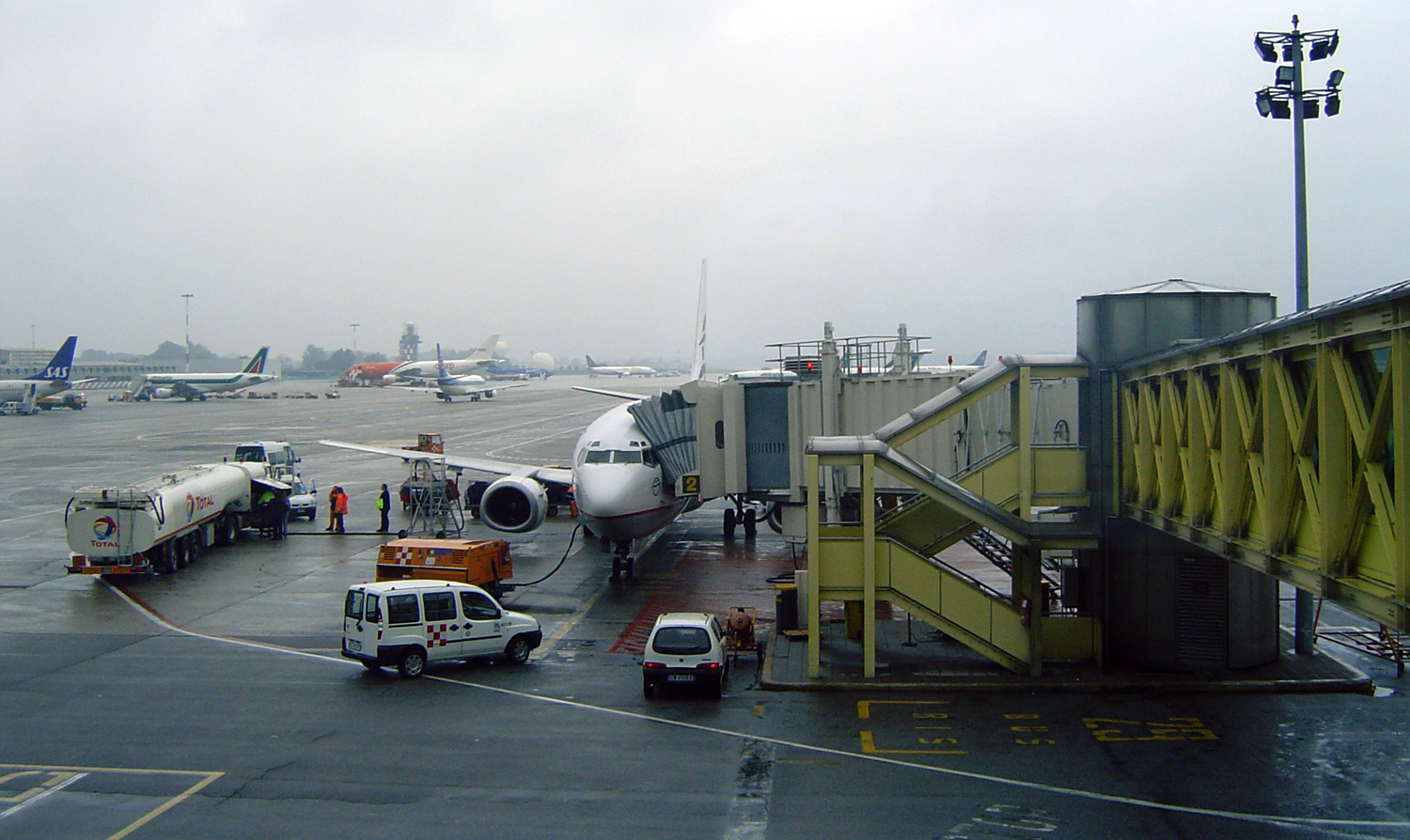
Préparation d'un avion au décollage à l'aéroport de Milan-Linate.

Au début des années 1930, le besoin de doter la ville de Milan d'un aéroport plus adapté que le petit aérodrome de Taliedo, construit en 1910 dans les proches faubourgs de la ville, se fit ressentir.
En 1932, Marcello Visconti di Modrone proposa à Italo Balbo, ministre de l'aviation, de construire un nouvel aéroport et d'abandonner l'aérodrome de Taliedo. Parmi les propositions, la réalisation de l'aéroport à l'ouest de l'Idroscalo (l'hydroaéroport de Milan, mis en place dans les années 1930) afin de créer un pôle intégré pour les différents types d'aéronefs.
Au départ, sur une superficie d'environ 3 000 ha en grande partie provenant de la commune de Linate (qui à la suite de la perte de la plupart de son territoire a été rattachée à Peschiera Borromeo) et occupé par des fermes, il a été décidé de construire l'un des plus grands aéroports d'Europe. Les travaux de réalisation débutèrent en juin 1933.
Le concours pour le projet d'aérogare a été remporté par l'architecte Gianluigi Giordani. Il dessina un édifice moderne sur deux niveaux conçu pour servir aussi bien l'Idroscalo que l'aéroport, et en mesure d'absorber l'augmentation du trafic des années suivantes. En 1936, les travaux de construction de l'imposant hangar principal commencèrent, construction à travée unique large de 235 mètres et profonde de 64 mètres.
Face à la hausse du trafic aérien, à la saturation programmée de l'aéroport, mais aussi en raison de sa situation en zone urbaine à 4 km du centre de Milan, un grand nombre des activités aéroportuaires ont été transférées en 1998 vers l'aéroport de Milan-Malpensa, devenu le principal aéroport du nord de l'Italie.

## Situation

### Carte des aéroports en Italie
| \| 100 km1:7 506 000 \| Abruzzes Alghero Ancône Bari Bergame Bologne Bolzano Brescia Brindisi Cagliari Catane Comiso Grosseto Coni Elbe Florence Foggia Gênes Lamezia Terme Lampedusa Milan L. Milan M. Naples Olbia Palerme Pantelleria Parme Pérouse Pise Reggio de Calabre Rimini Rome C. Rome F. Salerne Trapani Trévise Trieste Turin Venise Vérone |
| 100 km1:7 506 000 |

## Statistiques
Pour des raisons techniques, il est temporairement impossible d'afficher le graphique qui aurait dû être présenté ici.

Voir la requête brute et les sources sur Wikidata.

## Compagnies aériennes et destinations
| Compagnies            | Destinations |
| --------------------- | --- |
| Aer Lingus            | Dublin |
| Air Dolomiti          | Francfort, Munich-F. J. Strauß |
| Air France            | Paris-Charles de Gaulle |
| Air Malta             | Malte |
| AlbaStar              | En saison : Palma de Majorque |
| British Airways       | Londres-Heathrow |
| Brussels Airlines     | Bruxelles-National |
| easyJet               | Amsterdam, Berlin-Brandebourg, Londres-Gatwick, Paris-Charles de Gaulle, Paris-Orly |
| Finnair               | En saison : Helsinki-Vantaa |
| Iberia                | Madrid-Barajas |
| ITA Airways           | - Abruzzes - Alghero-Fertilia - Amsterdam - Bari-Karol Wojtyła - Brindisi Papola/Casale - Bruxelles-National - Cagliari - Catane-Fontanarossa - Düsseldorf - Francfort - Lamezia Terme - Londres-City - Londres-Heathrow - Naples-Capodichino - Olbia-Costa Smeralda - Palerme Falcone-Borsellino - Paris-Charles de Gaulle - Paris-Orly - Reggio de Calabre - Rome Léonard-de-Vinci/Fiumicino - Stuttgart En saison : - Corfou-I. Kapodístrias - Hambourg-H.-Schmidt - Héraklion-N. Kazantzákis - Lampédouse - Minorque-Mahón - Pantelleria - Rhodes-Diagoras En saison charter : Rostock |
| KLM                   | Amsterdam |
| Lufthansa             | Francfort |
| Luxair                | Luxembourg-Findel |
| Scandinavian Airlines | Stockholm-Arlanda |
| Silver Air            | En saison : Île d'Elbe |
| Volotea               | Alghero-Fertilia, Cagliari, Olbia-Costa Smeralda En saison : Lampédouse, Pantelleria |
| Wizz Air              | Naples-Capodichino |

## Accidents
- Le 8 octobre 2001, Accident de Linate : l'aéroport de Linate a été le lieu de la plus grave catastrophe aérienne survenue en Italie. Le vol 686 de SAS à destination de Copenhague entra en collision avec un avion privé qui, en raison d'un épais brouillard, traversa la piste au moment du décollage. La tragédie fit 118 victimes et elle mit en évidence de graves dysfonctionnements au sein de l'aéroport.
- Le 3 octobre 2021 : le moteur d'un avion de tourisme Pilatus PC-12 décollant de l'aéroport de Milan-Linate prend feu, causant son crash sur un immeuble vide en rénovation à San Donato Milanese en Italie. Huit personnes, dont un milliardaire roumain et sa famille ayant également la nationalité française, décèdent dans l'accident[2],[3].